# Cantón de Blanquefort
El cantón de Blanquefort era una división administrativa francesa, que estaba situada en el departamento de Gironda y la región de Aquitania.

## Composición
El cantón estaba formado por seis comunas:
- Blanquefort
- Eysines
- Le Pian-Médoc
- Ludon-Médoc
- Macau
- Parempuyre

## Supresión del cantón de Blanquefort
En aplicación del Decreto nº 2014-192 de 20 de febrero de 2014, el cantón de Blanquefort fue suprimido el 22 de marzo de 2015 y sus 6 comunas pasaron a formar parte; cinco del nuevo cantón de Las Puertas de Médoc y una del nuevo cantón de Sur de Médoc.